# Flaga stanowa Arkansas
Flagę stanową Arkansas wzorowano na fladze bojowej Skonfederowanych Stanów Ameryki. Dwadzieścia pięć białych gwiazd upamiętnia fakt, że był to dwudziesty piąty stan przyjęty do Unii. Romb oznacza diament i świadczy o tym, że jest to jedyny stan, w którym wydobywa się diamenty. Gwiazda nad nazwą stanu, upamiętnia Konfederację. Trzy pozostałe niebieskie gwiazdy, upamiętniają trzy państwa, do których kolejno należał Arkansas (Hiszpania, Francja i Stany Zjednoczone), oraz że był to trzeci stan utworzony na terenie kolonii Luizjana, zakupionej w 1803 roku od Francji.
Przyjęta 10 kwietnia 1924. Proporcje nieustalone.

## Do tradycji Konfederacji nawiązują też flagi
- Alabamy
- Florydy
- Georgii
- Missisipi (wersje używane w latach 1894–2020)